# Дно матки
Дно матки (лат. fundus uteri) — верхня частина матки, протилежна шийці матки.
Фундальна висота, або висота дна матки, виміряна від верхньої частини лобкової кістки, регулярно фіксується під час вагітності жінки, щоб визначити темпи росту плода. Якщо ріст плода або менший від очікуваного, це може свідчити про порушення розвитку плода або тазове передлежання плода, наявність двох плодів в лоні матері. У таких випадках лікар призначає ультразвукове дослідження.

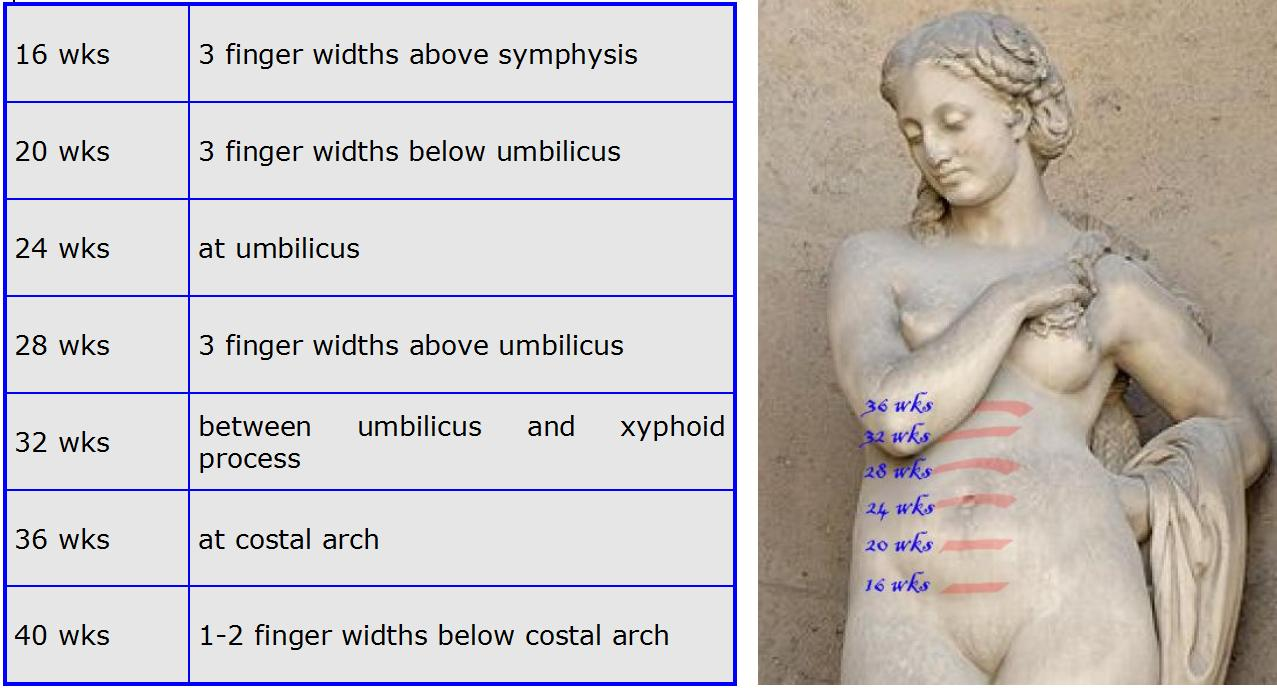
Положення дна матки під час вагітності